# Les Derniers Jours du monde
Pour les articles homonymes, voir Happy end (homonymie).
Ne doit pas être confondu avec Dix jours qui ébranlèrent le monde.
Pour plus de détails, voir Fiche technique et Distribution.
Les Derniers Jours du monde est un film français réalisé par les frères Larrieu, d'après le roman homonyme et Amour noir, tous les deux de Dominique Noguez. Sorti en France le 19 août 2009, il a été projeté en première mondiale sur la Piazza Grande le 9 août 2009 dans le cadre du Festival international du film de Locarno.

## Synopsis
La fin du monde approche. Robinson Laborde (Mathieu Amalric) se lance dans une errance à travers le nord de l'Espagne et le sud de la France, dans une tentative incertaine de fuir la catastrophe et peut-être de retrouver une femme qu'il a passionnément aimée.

## Fiche technique
- Titre original : Les Derniers Jours du monde
- Réalisation : Arnaud et Jean-Marie Larrieu
- Scénario : Arnaud et Jean-Marie Larrieu d'après le roman de Dominique Noguez
- Musique : Manuel de Falla, Léo Ferré, Benjamin Britten et Daniel Darc
- Photographie : Thierry Arbogast
- Montage : Annette Dutertre
- Décors : Ana Alvargonzalez et Riton Dupire-Clément
- Costumes : Caroline Tavernier
- Production : Bruno Pesery
- Société de production : Soudaine Compagnie, en association avec Cofinova 5
- Société de distribution : Wild Bunch Distribution
- Pays d'origine :  France
- Langue originale : français
- Genre : comédie dramatique, science-fiction, eschatologie
- Format : couleur - 35 mm - Dolby SRD - 2,35:1
- Durée : 130 minutes
- Dates de sortie : 
  - Suisse : 9 août 2009 (première mondiale au Festival international du film de Locarno)
  - France : 19 août 2009

## Distribution
- Mathieu Amalric : Robinson
- Catherine Frot : Ombeline
- Sergi López : Teo
- Karin Viard : Chloé
- Sabine Azéma : La marquise d'Arcangues
- Omahyra Mota : Laëtitia
- Clotilde Hesme : Iris
- Christophe Paou : Pascal
- Pierre Pellet : Cédric Ribot
- Manon Beaudoin : Mélanie
- Serge Bozon : Homère Magal
- Jacques Nolot : Docteur Abeberry
- Baya Belal : Mère Lae

## Production

### Tournage
Plusieurs scènes du film ont été tournées à Biarritz (chambre d'Amour, phare de Biarritz) où commence le récit. Le tournage a également lieu à Taïwan, Pampelune – durant les fêtes –, dans les Pyrénées (station de Val d'Azun) et à Toulouse (le long de la Garonne, place du Capitole, Grand Hôtel de l'Opéra), dans les vallées du Lot et du Célé (à Cabrerets), et à Paris (secteurs de la BnF, de la place du Panthéon-Estrapade et île Saint-Louis).

## Musique
Sauf indication contraire ou complémentaire, les informations mentionnées dans cette section proviennent du générique de fin de l'œuvre audiovisuelle présentée ici.
- La mort des loups.
- Night and day.
- Love.
- Est-ce ainsi que les hommes vivent ? (Léo Ferré)
- Jolie Môme (Léo Ferré)
- Ton Style par Léo Ferré
- Concerto pour la main gauche de Maurice Ravel
- Aux Cyclades électroniques de Bertrand Burgalat
- Danza n°1, Danza, Salud, Danza - invitados et Salud: Paco! Paco! de La vida breve de Manuel de Falla.

## Critiques
Pour le Nouvel Observateur, le film est l'un des meilleurs réalisés par les frères Larrieu.
Pour la revue spécialisée Positif, le film est "une hybridation ratée de film catastrophe et d'érotisme".